# Landstingsvalen i Sverige 1910
Landstingsvalen i Sverige 1910 genomfördes 1910. Vid detta val valdes landsting i samtliga län. Mandatperioderna var olika för olika landstingsmän så att den ena halvan ersattes vid ett val 1912 och den andra halvan vid ett val 1914. Valet påverkade också på sikt första kammarens sammansättning.
Detta var det första landstingsvalet efter rösträttsreformen 1909. I enlighet med reformen fördelades mandaten proportionellt och valet skedde direkt och inte via elektorer som tidigare. I valet tillämpades dock varken allmän eller lika rösträtt. Istället baserades röstetalen på medborgarnas inkomst vilket, som av tabellen framgår, ofta gynnade den politiska högern.

## Valresultat
| Parti                | Parti                      | Antal röster     | Antal röster | Röstetal  | Röstetal | Röstetal | Mandatfördelning | Mandatfördelning |
| Parti                | Parti                      | Antal            | %            | Antal     | %        | +−       | Antal            | +−               |
| -------------------- | -------------------------- | ---------------- | ------------ | --------- | -------- | -------- | ---------------- | ---------------- |
|                      | Allmänna valmansförbundet  | 157 882          | 40,1         | 1 562 612 | 51,3     | —        | 665              | —                |
|                      | Frisinnade landsföreningen | 167 365          | 42,5         | 1 003 089 | 32,9     | —        | 418              | —                |
|                      | Socialdemokraterna         | 66 388           | 16,8         | 456 898   | 15,0     | —        | 123              | —                |
|                      | Övriga                     | 2 440            | 0,6          | 24 489    | 0,8      | —        | 11               | —                |
| Antal giltiga röster | Antal giltiga röster       | 394 075          | 100,0        | 3 047 088 | 100,0    |          | 1 217            |                  |
| Ogiltiga röster      | Ogiltiga röster            | 579              |              |           |          |          |                  |                  |
| Totalt               | Totalt                     | 394 654 (50,7 %) |              |           |          |          |                  |                  |